# Saukkojärvi (sjö i Ranua, Lappland)
Saukkojärvi är en sjö i kommunen Ranua i landskapet Lappland i Finland. Sjön ligger 143,8 meter över havet. Arean är 79 hektar och strandlinjen är 7,11 kilometer lång. Sjön  ingår i Simo älvs huvudavrinningsområde.   Den ligger omkring 56 kilometer sydöst om Rovaniemi och omkring 660 kilometer norr om Helsingfors. 
I sjön finns ön Lapinsaari. 